# New Mexico State Register of Cultural Properties

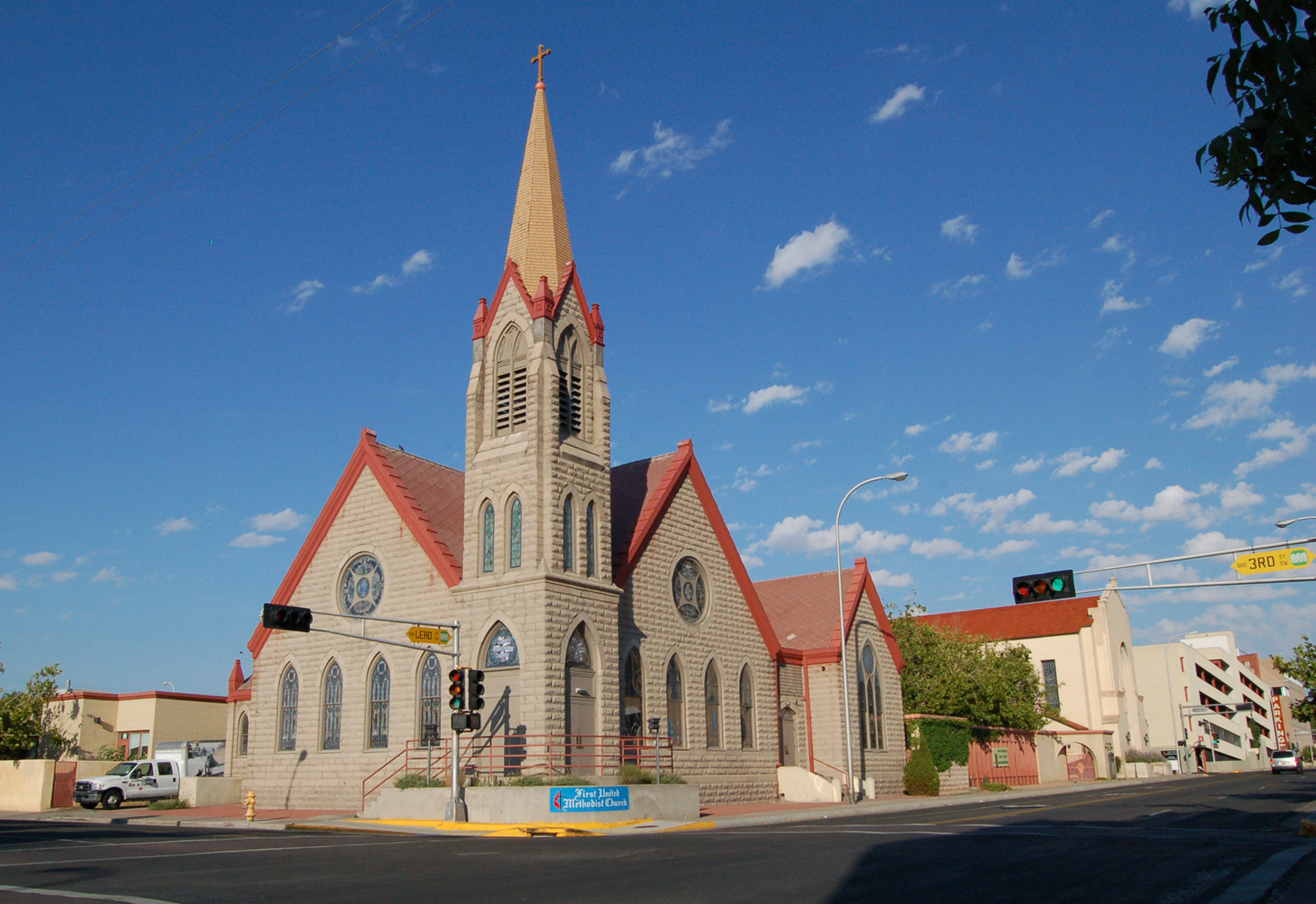
Une église d'Albuquerque inscrite au New Mexico State Register of Cultural Properties depuis le 20 juin 1975.

Le New Mexico State Register of Cultural Properties est le registre des monuments officiellement reconnus par le Nouveau-Mexique, aux États-Unis.

## Exemples de biens protégés
- Le Monjeau Lookout, une tour de guet du comté de Lincoln.
- La Jicarilla Schoolhouse, une école dans le comté de Lincoln.
- La Black Mountain Lookout Cabin, une cabane en rondins dans le comté de Catron.
- Les Bearwallow Mountain Lookout Cabins and Shed, un ensemble architectural dans le comté de Catron, construites en 1923.